# (9973) Шпильман
(9973) Шпильман (пол. Szpilman) — типичный астероид главного пояса, который был открыт 12 июля 1993 года бельгийским астрономом Эриком Эльстом в астрономической обсерватории Ла-Силья в Чили и назван в честь польского пианиста и композитора Владислава Шпильмана.

Орбита астероида Шпильман и его положение в Солнечной системе